# Granados (kommunhuvudort)
Granados är en kommunhuvudort i Guatemala.   Den ligger i departementet Departamento de Baja Verapaz, i den centrala delen av landet, 30 km norr om huvudstaden Guatemala City. Granados ligger 952 meter över havet och antalet invånare är 937.
Terrängen runt Granados är kuperad åt sydost, men åt nordväst är den bergig. Runt Granados är det ganska tätbefolkat, med 134 invånare per kvadratkilometer. Närmaste större samhälle är San Pedro Ayampuc, 16,1 km sydost om Granados. I omgivningarna runt Granados växer huvudsakligen savannskog.